# コンベックス・コンピュータ
コンベックス・コンピュータ (Convex Computer) は、ベクトル型ミニスーパーコンピュータやスーパーコンピュータを製造した企業である。後にヒューレット・パッカード (HP) のPA-RISCを使ったExemplarという並列コンピューティングマシンを開発すると、1995年にHP社がコンベックスを買収した。HPは、しばしExemplarを販売していたが、後にその技術を活用して HP 9000Vクラスを開発した。

## 歴史
コンベックスは1982年、Bob Paluckとスティーブ・ワラックがテキサス州リチャードソンに設立した。設立当初の社名はParsecであった。彼らはクレイ・リサーチのベクトル計算機に良く似たアーキテクチャのマシンをもっと低価格で提供することを計画していた。コストを削減するため、コンベックスのデザインはクレイほど先進的なものではなく、一般的な技術に基づいたものであった。また、それによる性能低下は別の方法で解決することを同時に意図していた。
最初のマシンC1は1985年にリリースされた。C1の設計はCray-1によく似ているが、使用するメモリやCPUは普通のものである。彼らは、これにベクターユニットを追加できる機能を持たせた。ベクターユニットは128個の64ビットレジスタを持っていて、Cray-1 の二倍である。また、クレイのマシンでは採用されていない仮想記憶方式を採用しているため、プログラミングがやりやすくなっている。CMOSベースのチップではあるがベクターユニットを追加することで、倍精度（64ビット）で約 20MFLOPS、単精度（32ビット）で約 40MFLOPS の性能を記録しており、Cray-1の5分の1の性能である。彼らは、自動ベクトル化機能を劇的に強化したコンパイラを開発し、既存のプログラムをそのまま移植してコンパイルするだけで性能が劇的に向上するようにした。オペレーティングシステムは、BSD系UNIXの ConvexOS である。
C2はC1をクロスバー結合したマルチプロセッサ版であり、1988年に最大4プロセッサ構成でリリースされた。そこでは新たにECLチップを使い、クロック周波数も10MHzから25MHzに向上して、1プロセッサ当たり倍精度で50MFLOPSで動作した（単精度では100MFLOPS）。この製品はコンベックスとしては最も成功を収めた。
C2の後を受けて1991年にC3がリリースされた。基本的にC2の設計を踏襲しているが、クロックが向上し、最大8プロセッサ構成ができるようになっている。1プロセッサ当たりの性能は50 - 240MFLOPSである。しかし、C3のリリースは遅れてしまったため、市場に出てきたときには競争力を失っていた。
C3・C4では、さらなる性能向上策としてガリウムヒ素チップを実装した。Cray-3と同じ方向性であったが、性能向上は限定的で、しかも市場投入が遅すぎた。これによりコンベックスは資金を失った。
1994年、コンベックスは全く新しい'Exemplarというシステムを発表する。従来のCシリーズのベクトル計算機と異なり、ExamplarはHPのPA-RISCチップを使用した並列コンピュータであり、SCIによるノード間結合技術を使用している。この開発の時点でコンベックスはソフト・ハード両面でHPとの技術提携契約を結んでいた。
1995年、ヒューレット・パッカード (HP) はコンベックス社を買収した。HPは、コンベックスExemplarマシンをSクラスおよびXクラスとしてHP 9000シリーズの一部として販売していたが、Exemplar の技術を活用して新たに Vクラス を開発した。
その後2001年にHPはコンパックも買収し、コンパックの（DEC由来のAlphaベースである）ASCI Qと競合したため、コンベックス由来のHPのHPCシリーズは終息とされた。

## コンベックス出身の有名人
コンピュータ関連の有名人にはコンベックス出身の人が何人かいる。
- Tom Christiansen：Perl関連で有名な人物。コンベックスではコンピュータ・クラスターの先駆的なプロジェクト Convex Meta Series で働いていた。
- ロバート・T・モリス：モリスワーム（世界初のインターネットワーム）で有名。コンベックスで研修生として夏の間だけ働いていた。
- Dan Connolly：HTML仕様策定で有名。コンベックスでは文書作成ツールチームで働いていた。
- Mark Lutz：Pythonの本の執筆で有名。
- Brian Berliner：現在のConcurrent Versions Systemシステムの作者。